# Борго Пичано Б (Матера)
Борго Пичано Б (итал. Borgo Picciano B) је насеље у Италији у округу Матера, региону Базиликата.
Према процени из 2011. у насељу је живело 56 становника. Насеље се налази на надморској висини од 277 м.